# 亚历山德拉·马里内斯库
亚历山德拉·马里内斯库（羅馬尼亞語：Alexandra Marinescu，1982年3月19日—），罗马尼亚女子竞技体操运动员。她曾代表罗马尼亚获得1996年夏季奥运会体操比赛女子团体全能铜牌。